# Deutsche Dreiband-Meisterschaft 1933

Veranstaltungsort: Berlin

Die Deutsche Dreiband-Meisterschaft 1933 war die fünfte Ausgabe dieser Turnierserie und fand vom 15. bis 17. November 1932 in Berlin statt.

## Geschichte
Zum ersten Mal wurden zwei Deutsche Meisterschaften innerhalb eines Jahres gespielt. Dieses Turnier gehörte zur Saison 1932/33, wobei die erste Meisterschaft noch zur vorangegangenen Saison 1931/32 gehörte. Grund war die neu eingeführte Dreiband-Europameisterschaft, die vom 25. bis 28. November in Amsterdam stattfinden sollte und an der nur der Deutsche Meister startberechtigt war. So wurde, die eigentlich für den üblicherweise im Frühjahr reservierten Termin vorgesehene Meisterschaft vorgezogen. Organisator war der Berliner Oberregierungsrat Albert Poensgen, einer der besten deutschen Billardspieler seiner Zeit.

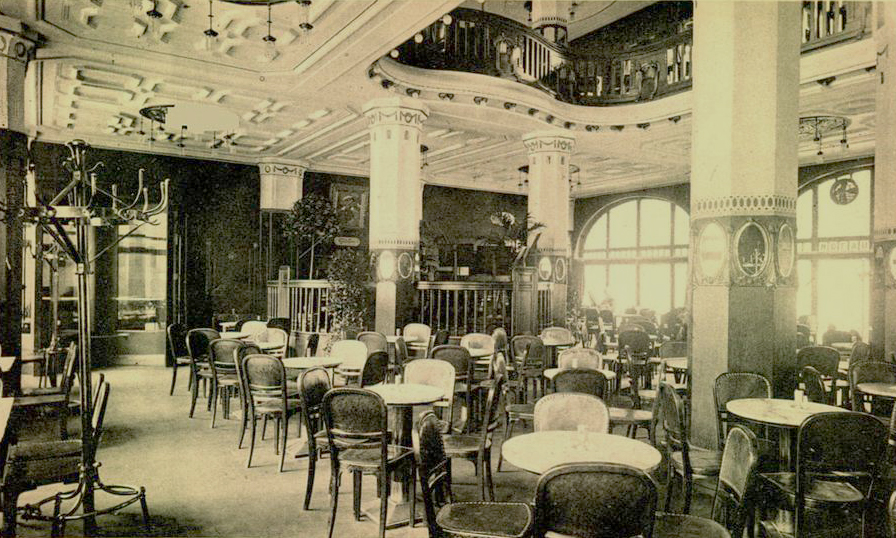
Café Woerz

Gespielt wurde im Café Woerz, das auch gleichzeitig Billardakademie am Berliner Nollendorfplatz war, an zwei Tischen, die mit den neuen Contintental-Turnierbanden ausgestattet waren und einen „lebhaften“ Bandenabschlag erlaubten. Das Turnier erfreute sich nicht nur einer hohen Zuschauerzahl, sondern es wurde auch über den Rundfunk ausgestrahlt. Erstmals drehte die Ufa-Filmgesellschaft eine Sendung über die Meisterschaft, die später dann in allen Theatern im Rahmen der Ufa-Wochenschau gezeigt wurde. Die Akteure Poensgen und Otto Unshelm lösten hier eindrucksvoll einige schwierige Dessins.
Wieder lieferten sich Otto Unshelm und Georg Berrisch ein „Kopf-an Kopf-Rennen“, doch auch der Gewinner des ersten Turniers 1929, B. Kesting, war gleich stark, so dass alle drei am Ende Punktegleichstand von 10:2 hatten. Zum ersten Mal mussten unter den dreien Stichpartien über die Platzierung entscheiden. Diese beiden gewann Unshelm und Kesting verlor beide.
Ältester Teilnehmer war mit 61 Jahren Heinrich Rütten aus Rheydt.

## Modus
Es spielte „Jeder gegen Jeden“ (Round Robin) auf 50 Punkte.

## Abschlusstabelle
| MP    | Match Points (Sieger = 2; Unentschieden = 1; Verlierer = 0) |
| Pkte. | Erzielte Karambolagen                                       |
| Aufn. | Benötigte Versuche                                          |
| GD    | Generaldurchschnitt                                         |
| BED   | Bester Einzeldurchschnitt eines Spielers                    |
| HS    | Höchstserie                                                 |
|       | Bester GD des Turniers                                      |
|       | Bester ED des Turniers                                      |
|       | Beste HS des Turniers                                       |
|       | 1. Platz (Gold)                                             |
|       | 2. Platz (Silber)                                           |
|       | 3. Platz (Bronze)                                           |

| Endklassement ohne Stichpartien               | Endklassement ohne Stichpartien | Endklassement ohne Stichpartien | Endklassement ohne Stichpartien | Endklassement ohne Stichpartien | Endklassement ohne Stichpartien | Endklassement ohne Stichpartien | Endklassement ohne Stichpartien |
| Platz                                         | Name                            | MP                              | Pkt.                            | Aufn.                           | GD                              | BED                             | HS                              |
| --------------------------------------------- | ------------------------------- | ------------------------------- | ------------------------------- | ------------------------------- | ------------------------------- | ------------------------------- | ------------------------------- |
| 1                                             | Otto Unshelm (Remscheid)        | 10:2                            | 298                             | 617                             | 0,482                           | 0,649                           | 5                               |
| 2                                             | Georg Berrisch (Düsseldorf)     | 10:2                            | 289                             | 530                             | 0,545                           | 0,735                           | 6                               |
| 3                                             | B. Kesting (Werne)              | 10:2                            | 299                             | 557                             | 0,536                           | 0,714                           | 5                               |
| 4                                             | Erich Beck (Berlin)             | 4:8                             | 279                             | 643                             | 0,433                           | 0,617                           | 5                               |
| 5                                             | Heinrich Rütten (Rheydt)        | 4:8                             | 243                             | 574                             | 0,423                           | 0,657                           | 5                               |
| 6                                             | Walter Joachim (Berlin)         | 2:10                            | 240                             | 521                             | 0,460                           | 0,471                           | 5                               |
| 7                                             | Franz Müller (Solingen)         | 2:10                            | 203                             | 519                             | 0,391                           | 0,480                           | 4                               |
| Turnierdurchschnitt: 0,467 (ohne Stichpartie) |                                 |                                 |                                 |                                 |                                 |                                 |                                 |
| Stichpartien                                  |                                 |                                 |                                 |                                 |                                 |                                 |                                 |
| -                                             | Georg Berrisch                  | 2:0                             | 50                              | 78                              | 0,641                           | 0,641                           | 5                               |
| -                                             | B. Kesting                      | 0:2                             | 38                              | 78                              | 0,487                           | –                               | 4                               |
| -                                             | Otto Unshelm                    | 2:0                             | 50                              | 110                             | 0,454                           | 0,454                           | 3                               |
| -                                             | Georg Berrisch                  | 0:2                             | 34                              | 109                             | 0,311                           | –                               | 3                               |
| -                                             | Otto Unshelm                    | 2:0                             | 50                              | 60                              | 0,833                           | 0,833                           | 4                               |
| -                                             | B. Kesting                      | 0:2                             | 29                              | 59                              | 0,491                           | –                               | 4                               |
| nach Stichpartien                             |                                 |                                 |                                 |                                 |                                 |                                 |                                 |
| 1                                             | Otto Unshelm (Remscheid)        | 14:2                            | 398                             | 788                             | 0,505                           | 0,833                           | 5                               |
| 2                                             | Georg Berrisch (Düsseldorf)     | 12:4                            | 373                             | 717                             | 0,520                           | 0,735                           | 6                               |
| 2                                             | B. Kesting (Werne)              | 10:6                            | 366                             | 694                             | 0,527                           | 0,714                           | 5                               |
| Turnierdurchschnitt: 0,471 (mit Stichpartie)  |                                 |                                 |                                 |                                 |                                 |                                 |                                 |